# Rhizopsammia nuda
Rhizopsammia nuda är en korallart som beskrevs av van der Horst 1926. Rhizopsammia nuda ingår i släktet Rhizopsammia och familjen Dendrophylliidae. Inga underarter finns listade i Catalogue of Life.